# Taissa Farmiga
Taissa Farmiga, född 17 augusti 1994 i Clifton i New Jersey, är en amerikansk skådespelare. 
Hon är yngre syster till skådespelaren Vera Farmiga. Filmdebuten skedde i samband med systerns regidebut i filmen Higher Ground (2011) där hon spelade en yngre version av sin syster. Taissa Farmiga fick mycket uppmärksamhet för rollen som "Violet Harmon" i första säsongen av TV-serien American Horror Story. Hon spelade även "Zoe Benson" i säsong 3 av nämnda serie. I åttonde säsongen 2018 återkommer hon och spelar båda de nämnda karaktärerna. Dessförinnan hade hon gjort ett gästspel i serien år 2016, där hon återgav en helt annan karaktär. 2013 spelade hon en av rollerna i Sofia Coppolas film The Bling Ring.

## Filmografi
- 2011 – Higher Ground
- 2011 – American Horror Story: Murder House (TV-serie)
- 2013 – The Bling Ring
- 2013 – American Horror Story: Coven (TV-serie)
- 2013 – Middleton
- 2013 – Mindscape
- 2015 – 6 years
- 2015 – The Final Girls
- 2016 – In a Valley of Violence